# Thespis (animal)
Thespis es un género de mantis (insecto del orden Mantodea) de la familia Thespidae. 

## Especies
Contiene las siguientes especies:
- Thespis disparilis
- Thespis dissimilis
- Thespis exposita
- Thespis major
- Thespis media
- Thespis metae
- Thespis parva